# Torneo di Venezia 1950

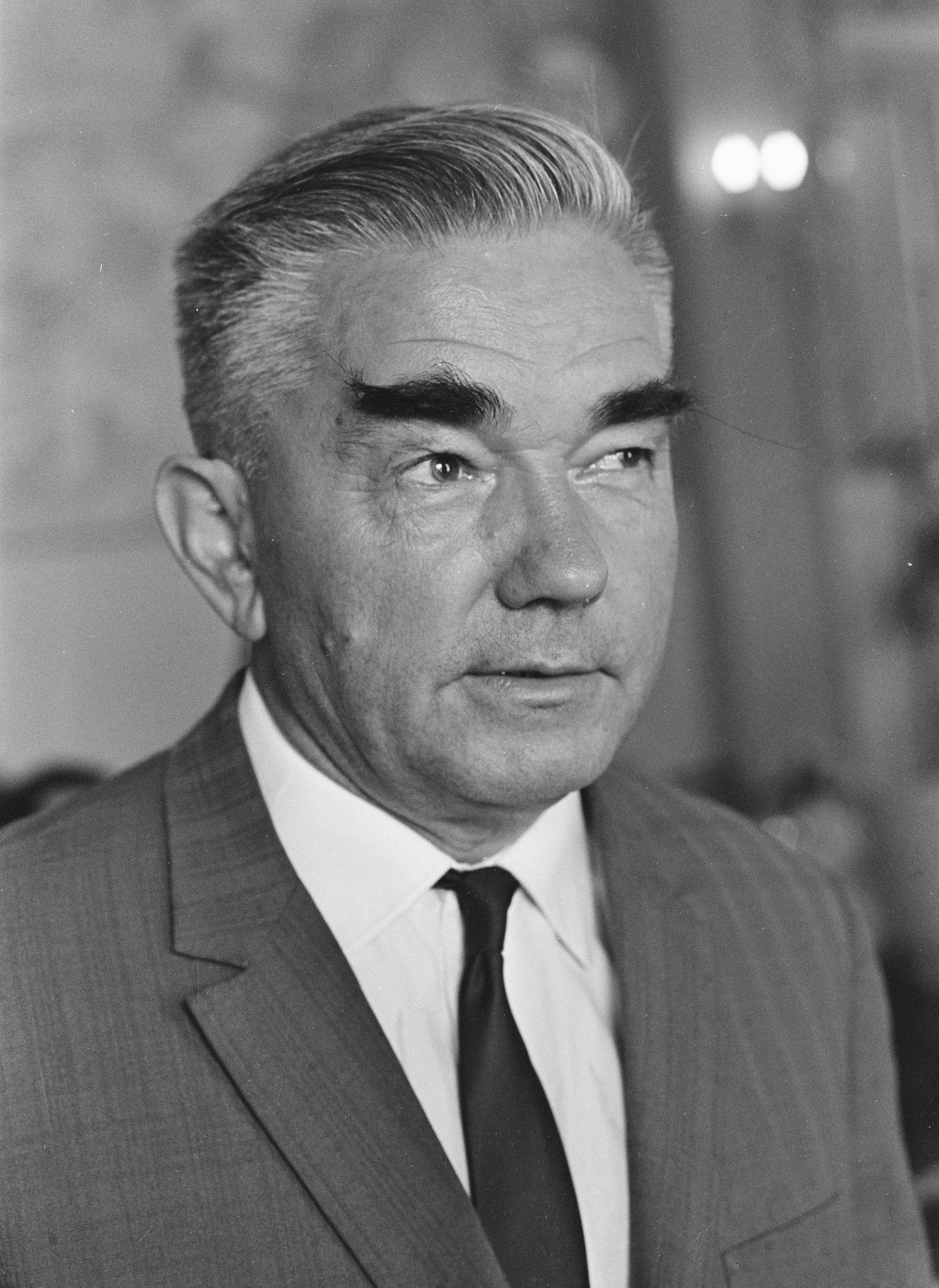
Alexander Kotov, vincitore del torneo.

Il torneo di Venezia 1950 è stato un torneo internazionale di scacchi che si è svolto a Venezia dal 28 settembre al 14 ottobre 1950.
Vi parteciparono 16 giocatori di otto diversi paesi e fu vinto dal sovietico Alexander Kotov con ½ punto di vantaggio sul connazionale Vassily Smyslov. Due anni dopo Kotov scrisse il libro del torneo: Ŝachmatnyi Turnir - Venecija 1950 god (Mosca, 1952).

## Classifica
| #  | Giocatore                | 1 | 2 | 3 | 4 | 5 | 6 | 7 | 8 | 9 | 10 | 11 | 12 | 13 | 14 | 15 | 16 | Totale |
| 1  | Alexander Kotov (URS)    | x | ½ | 1 | 1 | ½ | 1 | 1 | 1 | ½ | 1  | 1  | 1  | 0  | 1  | 1  | 1  | 12½    |
| 2  | Vassily Smyslov (URS)    | ½ | x | ½ | ½ | ½ | ½ | 1 | 1 | 1 | ½  | 1  | 1  | 1  | 1  | 1  | 1  | 12     |
| 3  | Nicolas Rossolimo (FRA)  | 0 | ½ | x | ½ | 1 | 1 | ½ | ½ | 1 | 0  | 1  | 0  | ½  | 1  | 1  | 1  | 10     |
| 4  | Luděk Pachman (CSK)      | 0 | ½ | ½ | x | ½ | 1 | ½ | ½ | ½ | 1  | 0  | 1  | ½  | 1  | 1  | 1  | 9½     |
| 5  | Herman Steiner (HUN)     | ½ | ½ | 0 | ½ | x | ½ | 0 | ½ | ½ | ½  | 1  | ½  | 1  | 1  | ½  | 1  | 8½     |
| 6  | Robert Wade (ENG)        | 0 | ½ | 0 | 0 | ½ | x | 1 | ½ | 1 | ½  | 1  | 1  | 1  | ½  | ½  | ½  | 8½     |
| 7  | René Letelier (CHL)      | 0 | 0 | ½ | ½ | 1 | 0 | x | 0 | 0 | ½  | 1  | 1  | 1  | 1  | 1  | 1  | 8½     |
| 8  | Jan Hein Donner (NLD)    | 0 | 0 | ½ | ½ | ½ | ½ | 1 | x | ½ | 1  | ½  | 0  | 1  | 1  | 1  | 0  | 8      |
| 9  | Mariano Castillo (CHL)   | ½ | 0 | 0 | ½ | ½ | 0 | ½ | ½ | x | 0  | 1  | 1  | 1  | ½  | ½  | ½  | 7½     |
| 10 | Harry Golombek (ENG)     | 0 | 0 | 1 | 0 | ½ | ½ | ½ | 0 | 1 | x  | 0  | 0  | 0  | ½  | 1  | 1  | 6      |
| 11 | Moshe Czerniak (PAL)[2]  | 0 | ½ | 0 | 1 | 0 | 0 | 0 | ½ | 0 | 1  | x  | 1  | 1  | 0  | ½  | ½  | 6      |
| 12 | Vincenzo Nestler (ITA)   | 0 | 0 | ½ | 0 | ½ | 0 | 0 | 1 | 0 | 1  | 0  | x  | ½  | ½  | ½  | 1  | 5½     |
| 13 | Enrico Paoli (ITA)       | 1 | 0 | ½ | ½ | 0 | 0 | 0 | 0 | 0 | 1  | 0  | ½  | x  | ½  | 0  | 1  | 5      |
| 14 | Eugenio Szabados (ITA)   | 0 | 0 | 0 | 0 | 0 | ½ | 0 | 0 | ½ | ½  | 1  | ½  | ½  | x  | ½  | ½  | 4½     |
| 15 | Hans Müller (AUT)        | 0 | 0 | 0 | 0 | ½ | ½ | 0 | 0 | ½ | 0  | ½  | ½  | 1  | ½  | x  | ½  | 4½     |
| 16 | Giuseppe Primavera (ITA) | 0 | 0 | 0 | 0 | 0 | ½ | 0 | 1 | ½ | 0  | ½  | 0  | 0  | ½  | ½  | x  | 3½     |
Alcune partite notevoli:
- Kotov - Paoli  difesa semislava  (0–1) commentata
- Rossolimo - Wade   difesa dei 2 cavalli  (1–0) commentata
- Letelier - Kotov   olandese, gamb. Staunton  (0–1)
- Smyslov - Letelier   francese var. MacCutcheon  (1–0) commentata
- Paoli - Smyslov   siciliana var. Najdorf  (0–1) commentata
- Nestler - Golombek   indiana var. Capablanca  (1–0)